# Nonnweiler-Viadukt
Der Nonnweiler-Viadukt ist eine Eisenbahnbrücke bei Nonnweiler in der Nähe des Bahnhofs der Hochwaldbahn. Sie befindet sich beim Kilometer 58,5. Die Brücke wurde 1897 mit der Fertigstellung des Abschnitts Nonnweiler – Türkismühle eröffnet.
Bei einem Bombenangriff 1944 wurde die Brücke stark beschädigt und danach zunächst behelfsmäßig ausgebessert. Bei den Ausbesserungen wurde aus statischen Gründen der dritte Pfeiler betoniert und mit Streben aus Eisenbahnschienen befestigt. Spätestens ab 1951 war die Brücke wieder nutzbar.
Der Viadukt überführt die Prims und die L 147,
zum Teil ist er von der Primstalbrücke aus sichtbar.